# 茨口马先蒿
茨口马先蒿（学名：Pedicularis tsekouensis）是列当科马先蒿属的植物，为中国的特有植物。分布在中国大陆的四川、云南等地，生长于海拔3,050米至4,200米的地区，多生长于松与杜鹃丛林中多石而干燥的地方，目前尚未由人工引种栽培。